# Wola Swojczowska
Wola Swojczowska (ukr. Воля-Свійчівська, Wola-Swijcziwśka), dawn. Wólka Swojczowska – wieś na Ukrainie, w obwodzie wołyńskim, w rejonie włodzimierskim. W 2001 roku liczyła 117 mieszkańców.